# Jarl Hjalmarsonstiftelsen
Jarl Hjalmarson Stiftelsen (JHS) är en svensk biståndsorganisation med nära kopplingar till politiska partiet Moderaterna. Verksamheten fokuserar på rådgivning och utbildning av politiskt aktiva, särskilt kvinnor och unga politiker, i Moderaternas systerpartier i andra länder. Utbildningarna tar upp hur man skapar ett demokratiskt parti och hur man kan verka politiskt både när man sitter vid makten och när man är i opposition.
Viktiga verksamhetsländer i dag är Belarus, Ukraina, Georgien, Azerbajdzjan, Moldavien, Ryssland samt länderna på Balkan. Tidigare har man bedrivit verksamhet i Turkiet samt regionala projekt i bland annat Afrika och i Latinamerika.
Stiftelsen grundades 1994 då Moderaterna stödde de nyligen självständiga länderna i Baltikum. Stiftelsens namn är valt för att hedra den tidigare partiledaren Jarl Hjalmarson.
Jarl Hjalmarson Stiftelsens styrelse består av ordförande Peter Egardt och ledamöterna Cecilia Brinck, Gustaf Göthberg, Christian Holm Barenfeld, Walburga Habsburg Douglas, Jonas Hafström och Alexandra Ivanov Hökmark. Chef för stiftelsen är Eva Gustavsson. Carl Bildt är hedersordförande.
Bland tidigare ordförande för stiftelsen märks Gunnar Hökmark, Lars Tobisson, Margaretha af Ugglas och Göran Lennmarker.